# 長野県農業大学校
長野県農業大学校（ながのけんのうぎょうだいがっこう）は、長野県が運営する農業大学校。1976年に長野県農業技術大学園と農業高等学園が改組統合して開校した。

## 教育
- 理論と実技を同時に学ぶ実践型の教育。寮生活やプロジェクト等による協調、自己確立性、社会性涵養し、21世紀の農業・農村を担う優れた人材の育成。

## キャンパス
総合農学科（1・2年）・専門技術科
- 松代キャンパス - 長野市松代町大室3700

研修部
- 小諸キャンパス - 小諸市大字山浦4857-1

実科・研究科
- 果樹実科・研究科 - 須坂市大字小河原492 果樹試験場内
- 野菜花き実科・研究科 - 塩尻市大字宗賀字床尾1066-1 野菜花き試験場内
- 畜産実科・研究科 - 塩尻市大字片丘10931-1 畜産試験場内
- 南信農業実科・研究科 - 下伊那郡高森町下市田2476 南信農業試験場内

## 卒業生
- 2005年3月に専修学校専門課程に認定されており、総合農学科（修学年限2年）及び専門技術科の卒業生には専門士の称号を付与。
- 総合農学科を卒業すると4年制大学の編入試験を受けることが可能。